# Китайские новомученики
Кита́йские новому́ченики — православные, погибшие во время мятежа ихэтуаней («боксёров») в Пекине. Почитаются как православные святые, память совершается 11 (24) июня.

## Ход событий и дальнейшее почитание
Ещё по приказу Петра Первого в Пекин отправилась Русская духовная миссия. В начале XX века в Пекине было несколько сот православных христиан. Почти все они приняли мученическую смерть в ходе восстания ихэтуаней против иностранного вмешательства в экономику, внутреннюю политику и религиозную жизнь Китая.
Летом 1900 года участники «боксерского восстания» в Китае провозгласили своей целью борьбу с иностранным влиянием в стране, в качестве одного из лозунгов выдвинув войну с Христианской церковью и обращёнными в христианство китайцами.
Как утверждается, члены тайного «общества гармонии и справедливости» (по-китайски «ихэтуань», 義和團) верили, что как только они истребят всех христиан, Китай станет самой могущественной империей в Азии. По другим мнениям, борьба с христианством была фактически бунтом против колониализма, совмещаясь с погромами телеграфных линий, железных дорог и антиманьчжурскими выступлениями.
В ходе уличных столкновений, названных впоследствии «Варфоломеевской ночью в Пекине», несмотря на пытки и издевательства ихэтуаней, православные не отреклись от веры. Среди новомучеников оказались не только русские, но и китайцы. Выжившие свидетели так описывают события:

Многие христиане, укрываясь от опасности, собрались в доме священника Митрофана. Среди собравшихся были и прежние недоброжелатели Митрофана, но он не гнал их. Видя, что некоторые малодушествуют, он укреплял их, говоря, что наступило время бедствий, и трудно избежать их. Сам он по нескольку раз в день ходил смотреть на сожжённую церковь. 10 июня, вечером, часу в десятом, солдаты и боксёры окружили жилище Митрофана. В это время там было человек до семидесяти христиан; более сильные из них убежали, а Митрофан и многие другие, преимущественно женщины и дети, остались и были замучены. Митрофан сидел на дворе перед домом; боксеры искололи ему грудь, как соты, и он упал под финиковым деревом.

Всего в ходе восстания погибло 30 000 христиан разных конфессий.
222 человека из погибших были опознаны, их мощи собраны.
11 октября 1901 года начальник 18-й Русской духовной миссии архимандрит Иннокентий (Фигуровский) представил Святейшему синоду поимённый список 222 православных китайцев и ходатайствовал о разрешении в их память устроить на месте разрушенной миссийской церкви в Пекине храм в честь всех святых мучеников православной церкви. Указ Российского императора из Синода за номером 2874 от 22 апреля 1902 года разрешил устроить в Пекине храм в «честь Всех Святых Мучеников Православной Церкви со склепом для погребения в нём костей избиенных православных китайцев и установлением для православной общины в Китае ежегодного празднования 10 и 11 июня» (по новому стилю 23—24 июня) с крестным ходом к местам избиения православных христиан. По возведении этого храма останки мучеников были погребены в его крипте. Китайским новомученикам ещё до 1917 года была составлена особая служба и написана икона.
В годы «культурной революции» этот храм был разрушен, а его крипта затоплена.
Определением Архиерейского собора Русской православной церкви от 3 февраля 2016 года установлено общецерковное почитание «священномученика Митрофана пресвитера и иже с ним пострадавших мучеников многих, принявших мученические венцы в 1900 году в Пекине».